# Warneckea fascicularis
Warneckea fascicularis är en tvåhjärtbladig växtart som först beskrevs av Jules Émile Planchon och George Bentham, och fick sitt nu gällande namn av Jacq.-fél.. Warneckea fascicularis ingår i släktet Warneckea och familjen Melastomataceae. Inga underarter finns listade i Catalogue of Life.